# ريتشارد هوفمان (ملحن)
ريتشارد هوفمان (بالألمانية: Richard Hofmann)‏ هو معلم موسيقى وملحن ألماني، ولد في 30 أبريل 1844 في دليتسش في ألمانيا، وتوفي في 11 نوفمبر 1918.

## وصلات خارجية
- ريتشارد هوفمان على موقع ميوزك برينز (الإنجليزية)
- ريتشارد هوفمان على موقع ديسكوغز (الإنجليزية)